# Sonnet 20

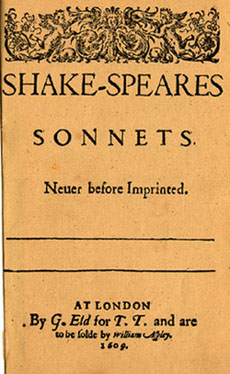
Sonetti

Sonnet 20 o A woman's face with nature's own hand painted è il ventesimo dei Sonnets di William Shakespeare.
A woman's face with nature's own hand painted,

Hast thou, the master mistress of my passion;

A woman's gentle heart, but not acquainted

With shifting change, as is false women's fashion:

An eye more bright than theirs, less false in rolling,

Gilding the object whereupon it gazeth;

A man in hue all 'hues' in his controlling,

Which steals men's eyes and women's souls amazeth.

And for a woman wert thou first created;

Till Nature, as she wrought thee, fell a-doting,

And by addition me of thee defeated,

By adding one thing to my purpose nothing.

    But since she prick'd thee out for women's pleasure,

    Mine be thy love and thy love's use their treasure.

## Analisi del testo
Questo è l'unico dei Sonnets, insieme all'87, ad avere tutti i versi con chiusura femminile, cioè non accentati sull'ultima. Questo aspetto di femminilità formale si allinea al contenuto, dove l'io lirico descrive la bellezza femminea del fair youth, sotto la quale però si cela la sua natura tutta maschile. Questo sonetto è stato portato come prova sia a carico che a discarico della presunta omosessualità dell'autore, laddove le prime due quartine sarebbero a carico mentre gli ultimi sei versi a discarico.

### Versi 1-12
Le tre quartine sono essenzialmente descrittive di aspetto ed effetti della bellezza del giovane; esse si fondano sull'ambiguità tra femminile e maschile (il Master Mistress ne è l'indizio più chiaro secondo Calimani, individuando un "Padrone Padrona" dalla connotazione sessuale incerta, che crea un effetto di "menzogna" che il testo mai rivela), in un articolato gioco formale, stilistico, linguistico e contenutistico.
Il fair youth ha tutti gli attributi positivi delle donne, anzi, posto a confronto con loro risulta superarle tutte, mancando dei difetti di loro tipici.
Da notare il primo verso, dove Shakespeare dà un'immagine della natura come pittrice, che ha dipinto il giovane uomo di una bellezza androgina, laddove più avanti nel testo l'utilizzo della parola "wrought" (lavorato, battuto, formato, sagomato, plasmato) ne fa una scultrice e artigiana.
Nel verso 7 alcuni studiosi hanno ritenuto di poter individuare un indizio per scoprire il nome del famoso W. H. della dedica iniziale: la parola hues, scritta Hews nell'in-quarto, maiuscola e in corsivo, sarebbe dovuta essere un riferimento al nome Hews o Hewes o Hughes, laddove il nome sarebbe potuto essere Will o William (indizio tratto da altri sonetti come il 135 e il 136). Oscar Wilde, nel suo The Portrait of Mr. W.H., sosteneva che questo Willie Hughes fosse stato un giovane attore addetto a parti femminili nella stessa compagnia di Shakespeare, seguendo una corrente di pensiero con a capo Thomas Tyrwhitt. La teoria, per quanto ingegnosa, resta però nel campo della finzione letteraria, non essendoci alcun indizio soddisfacente per considerarla plausibile.
La tesi più accreditata attualmente tra gli studiosi inglesi è che il cosiddetto Mr. W.H. sia uno dei suoi due mecenati, Henry Wriothesley, terzo duca di Southampton. Questa teoria ha ricevuto una parziale conferma dopo il riconoscimento da parte di Alistar Laing, storico
dell'arte del National Trust del Regno Unito, del suddetto Wriothesley nei panni di una donna ritratta in un quadro, fino ad allora identificata come Lady Norton. Il quadro fu esposto per la prima volta ad Hatchlands Park, nel Surrey, e la mostra del dipinto sta tuttora suscitando scalpore in Inghilterra: il duca di Southampton è infatti ritratto con portamento e abito femminili, con il rossetto sulle labbra, la cipria sugli zigomi ed un orecchino in oro all'orecchio sinistro, comprese i capelli raccolti in trecce che scendono fin
dietro le spalle.

### Versi 13-14
Il distico finale, introdotto da but, si pone come avversativo, dando un'apparente soluzione al problema della donna con un pene delle tre quartine: l'io infatti tiene per sé thy love ("il tuo amore", cioè l'amore del fair youth), mentre lascia alle donne thy love's use ("l'uso del tuo amore", cioè l'uso sessuale del fair youth), secondo la scelta della natura, di dotarlo di attributi maschili, pur in un corpo dalla femminilità che attrae gli uomini (come ben espresso alla fine della terza quartina, v. 8: Which steals men's eyes, "che ruba gli occhi agli uomini").